# 索马讷德沃克吕兹
索马讷德沃克吕兹（法語：Saumane-de-Vaucluse，法語發音：[soman də voklyz]）是法国普罗旺斯-阿尔卑斯-蓝色海岸大区沃克吕兹省的一个市镇，属于阿维尼翁区。

## 地理
索马讷德沃克吕兹（43°56'11"N, 5°6'22"E）面积20.81 平方千米，位于法国普罗旺斯-阿尔卑斯-蓝色海岸大区沃克吕兹省，该省份为法国东南部内陆省份，北起德龙省，西北接阿尔代什省，西接加尔省，南至罗讷河口省，东南角与瓦尔省接壤，东临上普罗旺斯阿尔卑斯省。
与索马讷德沃克吕兹接壤的市镇（或旧市镇、城区）包括：勒博塞、卡布里耶尔-达维尼翁、戈尔德、索尔格河畔利勒、拉涅、拉罗克叙佩尔讷、方丹德沃克吕兹。

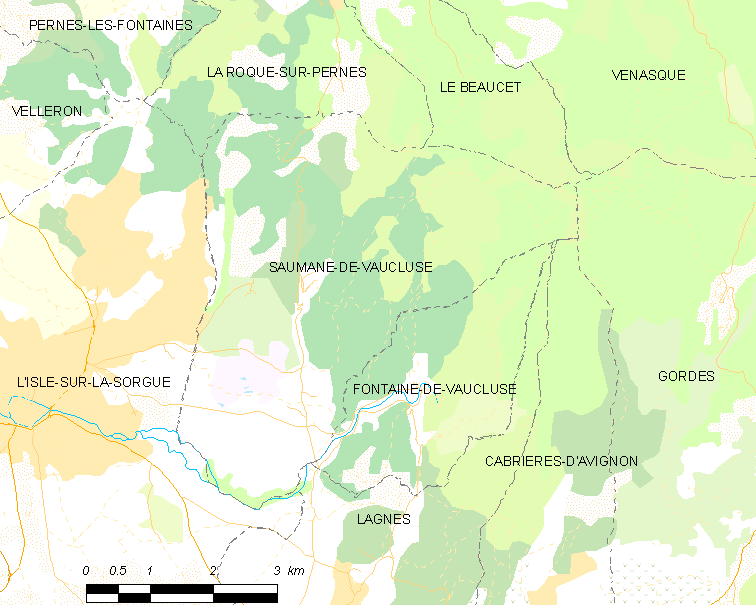
索马讷德沃克吕兹的OSM定位图

索马讷德沃克吕兹的时区为UTC+01:00、UTC+02:00（夏令时）。

## 行政
索马讷德沃克吕兹的邮政编码为84800，INSEE市镇编码为84124。

## 政治
索马讷德沃克吕兹所属的省级选区为索尔格河畔利勒县。

## 人口

1962-2008年间索马讷德沃克吕兹人口变化图示

索马讷德沃克吕兹于2022年1月1日时的人口数量为890人。